# 李握如
李握如（1908年—1995年），男，湖南平江人，中华人民共和国政治人物，曾任云南省高级人民法院院长，云南省政协副主席，第六届全国政协委员。